# Пайк (округ, Джорджия)
Пайк (англ. Pike County) — округ штата Джорджия, США. Население округа на 2000 год составляло 13 688 человек. Административный центр округа — город Зебьюлон. Получил своё название в честь американского бригадного генерала и исследователя Зебулона Пайка.

## История
Округ Пайк основан в 1822 году.

## География
По данным Бюро переписи США, общая площадь округа равняется 568 км², из которых 566 км² суша и 2,7 км² или 0,48 % это водоемы.

## Демография
По данным переписи населения 2000 года в округе проживает 13 688 жителей в составе 4 755 домашних хозяйств и 3 784 семей. Плотность населения составляет 24 человека на км². На территории округа насчитывается 5 068 жилых строений, при плотности застройки 9 строений на км². Расовый состав населения: белые — 83,64 %, афроамериканцы — 14,79 %, коренные американцы (индейцы) — 0,21 %, азиаты — 0,37 %, представители других рас — 0,42 %, представители двух или более рас — 0,57 %. Испаноязычные составляли 1,22 % населения независимо от расы.
В составе 37,00 % из общего числа домашних хозяйств проживают дети в возрасте до 18 лет, 65,40 % домашних хозяйств представляют собой супружеские пары проживающие вместе, 10,50 % домашних хозяйств представляют собой одиноких женщин без супруга, 20,40 % домашних хозяйств не имеют отношения к семьям, 17,50 % домашних хозяйств состоят из одного человека, 7,50 % домашних хозяйств состоят из престарелых (65 лет и старше), проживающих в одиночестве. Средний размер домашнего хозяйства составляет 2,81 человека, и средний размер семьи 3,18 человека.
Возрастной состав округа: 27,60 % моложе 18 лет, 8,00 % от 18 до 24, 30,20 % от 25 до 44, 23,30 % от 45 до 64 и 10,90 % от 65 и старше. Средний возраст жителя округа 36 лет. На каждые 100 женщин приходится 100,20 мужчин. На каждые 100 женщин старше 18 лет приходится 97,70 мужчин.
Средний доход на домохозяйство в округе составлял 44 370 USD, на семью — 49 798 USD. Среднестатистический заработок мужчины был 33 114 USD против 23 800 USD для женщины. Доход на душу населения был 17 661 USD. Около 6,90 % семей и 9,60 % общего населения находились ниже черты бедности, в том числе — 11,60 % молодежи (тех кому ещё не исполнилось 18 лет) и 11,00 % тех кому было уже больше 65 лет.